# Gunvor Ganer Krejberg
Gunvor Ganer Krejberg (født 13. februar 1973 i Lemvig) er en dansk forfatter, der skriver børnebøger primært indenfor fantasy og magisk realisme.
Gunvor er opvokset i Gudum, er sproglig student fra Lemvig Gymnasium og cand.mag. fra Aarhus Universitet i Nordisk Sprog og Litteratur med sidefag i Kunsthistorie. Hun har som en del af sit studie læst et års litteraturvidenskab ved Stockholms Universitet.
Fra 1999-2002 arbejdede Gunvor med litteraturformidling på Dansk Litteraturinformationscenter (i dag en del af Kunststyrelsen) i København. I 2003 blev hun ansat på Handelshøjskolen, Aarhus Universitet i Aarhus (i dag School of Business and Social Sciences), hvor hun i de efterfølgende 11 år arbejdede som ekstern lektor i virksomhedskommunikation
Sideløbende med sit underviserjob har hun i en periode arbejdet som PR medarbejder for Teater Refleksion og i 2011 stiftede hun sammen med vennen Mads Bloch, musikskolen Den Kreative Skole Aarhus Arkiveret 18. august 2019 hos  Wayback Machine. Et arbejde, som de to fik prisen som Årets Ildsjæl for i 2013 af Aarhus Stiftstidende, Vestjysk Bank og Aarhus Kommune.
Fra 2010-2018 har Gunvor siddet i bestyrelsen for Teatret Svalegangen og i jury for Blixenprisen. Siden 2016 har hun været formand for Dansk Forfatterforenings Aarhusgruppe og i januar 2018 blev hun formand for Aarhus Kommunes Kunstråd. Hun sidder desuden i bestyrelsen for virksomheden Protac A/S.
Siden 2013 har Gunvor arbejdet professionelt som forfatter. Hun har blandt andet skrevet fantasyserien om alfepigen Mirja illustreret af Rebecca Bang Sørensen, hvor andet bind i serien, Mirja 2 - Drømmestenen, fik Orlaprisen 2018 i kategorien "Flotteste bog at kigge i". Gunvor har modtaget arbejdslegater fra Autorkontoen og fra Statens Kunstfond.